# Stankonia
Stankonia ist das vierte Studioalbum des US-amerikanischen-Rapduos OutKast. Es erschien im Oktober 2000 und bedeutete, auch durch den Erfolg des Millionensellers und Nummer-eins-Hits Ms. Jackson, den endgültigen weltweiten kommerziellen Durchbruch des Duos.

## Entstehung und Veröffentlichung
Die Erstveröffentlichung von Stankonia erfolgte am 23. Oktober 2000 bei Arista Records. Das Album erschien in seiner Originalausführung als CD mit 24 Titeln (Katalognummer: 73008 26072 2). Am 28. Oktober 2016 erschien es erstmals als LP-Ausführung bei Music on Vinyl (Katalognummer: MOVLP1741). Im August 2024 erschien diese auch bei Sony Music (Katalognummer: 19658884861).
Geschrieben wurden die Lieder von den beiden OutKast-Mitgliedern André Benjamin (André 3000) und Antwan Patton (Big Boi), zusammen mit weiteren Koautoren. Einige Titel schrieben sie als Duo, einige alleine mit anderen Autoren. Zusammen mit David Sheats (Mr. DJ) als “Earthtone III” zeichneten die beiden OutKast-Mitglieder auch für Teile der Produktion verantwortlich. Darüber hinaus war das Trio Organized Noize (bestehend aus Patrick Brown, Ray Murray und Rico Wade) auch an der Produktion beteiligt.

## Artwork
Auf dem Cover der CD sind André und Big Boi vor der Flagge der Vereinigten Staaten stehend
fotografiert. Die Flagge hat statt roten schwarze Streifen („The black and white represents the deadness of America“ – André 3000) und ist eine Anlehnung an das Cover des Albums There's a Riot Goin' On von Sly & the Family Stone.

## Inhalt
Der Titel „Stankonia“ leitet sich von dem Wort „stink“ ab, das die ursprüngliche Bedeutung des Wortes „Funk“ ist. Im Intro beschreibt André 3000 Stankonia als „the place from which all 'funky thangs' come“. Es kann daher einerseits als imaginärer Ort, als auch als das Aufnahmestudio OutKasts, das ebenfalls diesen Namen trägt, verstanden werden.
In Ms. Jackson verarbeitet André 3000 unter anderem seine Trennung von der Sängerin Erykah Badu, mit der er einen Sohn hat, indem er sich bei ihrer Mutter für die Entwicklung der Beziehung entschuldigt. Der Name „Jackson“ ist allerdings fiktiv gewählt.

## Titelliste
1. Intro
  - Produziert von Earthtone III
2. Gasoline Dreams feat. Khujo Goodie von Goodie Mob
  - Produziert von Earthtone III
3. I'm Cool (Interlude)
4. So Fresh, So Clean
  - Produziert von Organized Noize
5. Ms. Jackson
  - Produziert von Earthtone III
6. Snappin’ & Trappin’ feat. Killer Mike
  - Produziert von Earthtone III
7. D.F. (Interlude)
8. Spaghetti Junction
  - Produziert von Organized Noize
9. Kim & Cookie (Interlude)
10. I'll Call Before I Come feat. Gangsta Boo & Eco
  - Produziert von Earthtone III
11. B.O.B.
  - Produziert von Earthtone III
12. Xplosion feat. B-Real
  - Produziert von Earthtone III
13. Good Hair (Interlude)
14. We Luv Deez Hoez feat. Big Gipp von Goodie Mob & Backbone
  - Produziert von Organized Noize
15. Humble Mumble feat. Erykah Badu
  - Produziert von Earthtone III
16. Drinkin' Again (Interlude)
17. ?
  - Produziert von Earthtone III
18. Red Velvet
  - Produziert von Earthtone III
19. Cruisin' In The ATL (Interlude)
20. Gangsta Sh*t feat. T-Mo Goodie von Goodie Mob, Slimm Calhoun & C-Bone
  - Produziert von Carl Mo für Earthtone III
  - Co-Produziert von Earthtone III
21. Toilet Tisha
  - Produziert von Earthtone III
22. Slum Beautiful feat. Cee-Lo
  - Produziert von Earthtone III
23. Pre-Nump (Interlude)
24. Stankonia (Stanklove) feat. Big Rube & Sleepy Brown
  - Produziert von Earthtone III

Einzelne Informationen zu Liedern
- Das Produzententeam „Earthtone III“ bestand aus OutKast und David „Mr. DJ“ Sheats. Mittlerweile hat es sich aufgelöst.
- Mit Killer Mike, Slimm Calhoun und C-Bone waren das erste Mal Mitglieder der „Zweiten Generation“ der Dungeon Family auf einem Album vertreten.
- Auf Snappin’ & Trappin’ sowie auf We Luv Deez Hoez ist André, auf ? und Stankonia (Stanklove) Big Boi nicht zu hören.
- Spaghetti Junction wurde bereits 1996 produziert.[4]

## Singleauskopplungen
| Jahr | Titel              | Höchstplatzierung, Gesamtwochen, AuszeichnungChartplatzierungen (Jahr, Titel, , Platzierungen, Wochen, Auszeichnungen, Anmerkungen) | Höchstplatzierung, Gesamtwochen, AuszeichnungChartplatzierungen (Jahr, Titel, , Platzierungen, Wochen, Auszeichnungen, Anmerkungen) | Höchstplatzierung, Gesamtwochen, AuszeichnungChartplatzierungen (Jahr, Titel, , Platzierungen, Wochen, Auszeichnungen, Anmerkungen) | Höchstplatzierung, Gesamtwochen, AuszeichnungChartplatzierungen (Jahr, Titel, , Platzierungen, Wochen, Auszeichnungen, Anmerkungen) | Höchstplatzierung, Gesamtwochen, AuszeichnungChartplatzierungen (Jahr, Titel, , Platzierungen, Wochen, Auszeichnungen, Anmerkungen) | Anmerkungen                           |
| Jahr | Titel              | DE | AT | CH | UK | US | Anmerkungen                           |
| ---- | ------------------ | --- | --- | --- | --- | --- | ------------------------------------- |
| 2000 | B.O.B              | — | — | — | UK61 (2 Wo.)UK | US— PlatinUS | Erstveröffentlichung: September 2000  |
| 2001 | Ms. Jackson        | DE1 ×3Dreifachgold · (17 Wo.)DE | AT3 (17 Wo.)AT | CH2 Gold · (23 Wo.)CH | UK2 ×2Doppelplatin · (18 Wo.)UK | US1 ×3Dreifachplatin · (23 Wo.)US                                                                                                   | Erstveröffentlichung: 15. Januar 2001 |
| 2001 | So Fresh, So Clean | DE42 (6 Wo.)DE | AT45 (5 Wo.)AT | CH41 (6 Wo.)CH | UK16 Silber · (10 Wo.)UK | US30 Platin · (20 Wo.)US | Erstveröffentlichung: April 2001      |

## Rezeption

### Rezensionen

#### International
Der Rezensent der Rolling Stone bezeichnet Stankonia als eines der besten Alben des Jahres 2000 und vergleicht es mit Alben von Funkadelic und Sly & the Family Stone. Er vergibt ihm 4 von 5 Punkten und resümiert:

„Stankonia is a full-grown album. OutKast are on the brink of pulling off something that other hip-hop progressives like De La Soul haven't been able to do for any amount of time: Get played on the radio, keep it real, but also keep it right.“

Es wurde zudem auf Platz 4 der „Top 10 Albums of 2000“, sowie im Jahr 2012 auf Platz 361 der „500 Greatest Albums of All Time“ gewählt.
Laut dem All Music Guide, der dem Album die Höchstpunktzahl vergab, sei Stankonia stilistisch „a trippy sort of techno-psychedelic funk“.

„(…) given the immense scope, it's striking how few weak tracks there are. It's no wonder Stankonia consolidated OutKast's status as critics' darlings, and began attracting broad new audiences: its across-the-board appeal and ambition overshadowed nearly every other pop album released in 2000.“

Das Hip-Hop-Magazin The Source vergab mit 4,5 „Mics“ beinahe die höchstmögliche Bewertung.
2006 nahm das US-amerikanische Nachrichtenmagazin TIME Stankonia als eines von lediglich fünf seit 2000 aufgenommenen Alben in seine Liste der „All TIME 100 Albums“ auf.

#### National
Auf laut.de erhielt Stankonia vier von fünf möglichen Punkten.

„Mit Stankonia setzen sie (…) den eingeschlagenen Weg konsequent fort. Sie schaffen es sogar, dass die Platte noch grooviger und komplexer klingt als ihre Vorgänger. (..) Outkast rücken mehr denn je an die Seite des Godfathers of Funk George Clinton.“

Von der Juice erhielt das Album 5 von 6 möglichen „Kronen“.
In der Sounds-Ausgabe zum Thema „Black Music“ ist es als eines von lediglich drei in den 2000ern erschienenen Alben in der Liste „Die 50 wichtigsten Alben“ aufgeführt. Vom Rezensent wird es als „Party- und Zuhör-Monster“ bezeichnet.

### Preise
Mit dem Album und der Singleauskopplung Ms. Jackson gehörte das Duo 2002 erstmals zu den Gewinnern bei den Grammy Awards.

## Kommerzieller Erfolg

### Chartplatzierungen
| ChartsChartplatzierungen       | Höchstplatzierung | Wochen |
| ------------------------------ | ----------------- | ------ |
| Deutschland (GfK)              | 6 (16 Wo.)        | 16     |
| Österreich (Ö3)                | 16 (14 Wo.)       | 14     |
| Schweiz (IFPI)                 | 14 (13 Wo.)       | 13     |
| Vereinigte Staaten (Billboard) | 2 (46 Wo.)        | 46     |
| Vereinigtes Königreich (OCC)   | 10 (31 Wo.)       | 31     |

| ChartsJahrescharts (2001)    | Platzierung |
| ---------------------------- | ----------- |
| Deutschland (GfK)            | 80          |
| Vereinigtes Königreich (OCC) | 100         |

### Auszeichnungen für Musikverkäufe
| Land/Region                  | Auszeichnungen für Musikverkäufe (Land/Region, Auszeichnung, Verkäufe) | Verkäufe  |
| ---------------------------- | ---------------------------------------------------------------------- | --------- |
| Australien (ARIA)            | Gold                                                                   | 35.000    |
| Kanada (MC)                  | 3× Platin                                                              | 300.000   |
| Neuseeland (RMNZ)            | Platin                                                                 | 15.000    |
| Norwegen (IFPI)              | Gold                                                                   | 20.000    |
| Vereinigte Staaten (RIAA)    | 5× Platin                                                              | 5.000.000 |
| Vereinigtes Königreich (BPI) | Gold                                                                   | 100.000   |
| Insgesamt                    | 3× Gold · 9× Platin ·                                                  | 5.470.000 |